# 细根
细根（英語：fine root），是指植物根系中周转较快的那部分根，作为媒介传输土壤中的营养元素及水分至植物中。细根周转（turnover）的过程中会释放大量的碳进入土壤中，形成大量的土壤有机质。土壤有机质受到环境的影响（气温、水分、肥料）会迅速释放大量的CO2，从而受到了广泛学者的关注。
北方森林（boreal forest）只占陆地土壤面积的15% 却拥有约33%的净初级生产力（NPP），对环境的变化最为敏感。细根通常< 2mm，寿命远远小于粗根，从几个月到几年不等。为了准确估计细根寿命，目前研究通常用直径 < 1mm的细根。
研究方法主要有土钻法、内生长法／纱网法、微根管法（Minirhizotron）和同位素法，目前最准确的方法是微根管法，但每种方法仍有各自的利弊。研究表明根系寿命和根系直径、土壤深度呈正相关，与土壤温度、肥性及含水量呈负相关。不同树种的根系寿命也不同，通常落叶性树种与针叶树种相比具有更短的根系寿命。